# Chris Henry
Chris Henry (Belle Chasse, 17 de maio de 1983 - Charlotte, 17 de dezembro de 2009) foi um jogador de futebol americano que atuava como wide receiver. Jogou cinco anos na National Football League pelo Cincinnati Bengals. Ele jogou futebol universitário na West Virginia e foi contratado pelo Bengals na terceira rodada do Draft de 2005 da NFL. Henry faleceu em 17 de dezembro de 2009 devido a ferimentos sofridos após um acidente de carro.
Henry se envolveu em vários problemas com a lei durante sua breve carreira na NFL, sendo preso várias vezes. Ele já foi preso por dirigir sob o efeito do álcool, posse de maconha, agressão e destruição de propriedade privada. Ele foi suspenso por quatro jogos pela NFL no começo da temporada de 2008.

## Começo da carreira
Henry, filho de Carolyn Lee e David Henry, nasceu na cidade de Belle Chasse no estado americano da Louisiana. Ele estudou na Belle Chasse High School onde foi nomeado New Orleans Offensive Player of the Year durante seu último ano. Durante esta temporada, ele levou seu time a Louisiana AAA State championship, jogando no Louisiana Superdome. Henry também era muito bom no basquete e em atletismo.

## Carreira universitária
Henry entrou na West Virginia University em 2002, sem atuar. Em 2003, ele foi nomeado como calouro do ano na Big East Conference e também foi nomeado All-Big East Second-Team com suas 41 recepções para 1,006 jardas, além de 10 touchdowns marcados. Ele foi o segundo jogador na história da universidade a fazer mais de 1,000 jardas de recpeção em uma temporada (atrás apenas de David Saunders) e suas 20.19 jardas por recepção foi a terceira melhor marca na história da faculdade. O melhor jogo da carreira de Henry foi uma performance de 209 jardas e dois touchdowns contra Syracuse. Sua recepção mais longa foi contra Rutgers na mesma temporada, uma recepção de 83 jardas.
Em 2004, Henry começou sete jogos e fez 52 recepções para 872 jardas com 12 touchdowns. Após fazer 3 recepções na derrota para Florida State por 30 a 18 em 2005 no Gator Bowl, Henry anunciou que se inscreveria no Draft de 2005 da NFL.  Os 12 touchdowns de Henry iquala o recorde de Darius Reynaud de maior número de TDs na história da faculdade. E suas 52 recepções foi a oitava melhor marca da temporada
Henry se formou em educação físico, com especialização em atletismo.

### Conquistas na faculdade
Henry foi o terceiro jogador na história do West Virginia Mountaineers a ter uma média superior a 20 jardas por recepção em sua carreira universitária. As 1,878 jardas de recepção de Henry é a oitava melhor marca na história da faculdade, E suas 93 recepções é a 14ª melhor marca. Seus 22 touchdowns é a segunda melhor marca da faculade. Henry também tem seis jogos com mais de 100 jardas empatando a terceira melhor marca de sua faculdade.

## Carreira como Profissional

### Cincinnati Bengals
Henry foi selecionado pelo Cincinnati Bengals na terceira rodada do Draft de 2005 da NFL. Sua estréia como profissional foi em 18 de setembro de 2005 contra o Minnesota Vikings. Em sua primeira temporada na liga com os Bengals, ele fez 31 recepções para 422 jardas e 6 touchdowns. Na primeira aperição dos Bengals nos playoffs em 15 anos em um jogo contra o Pittsburgh Steelers, ele fez uma recepção de 66 jardas. Porém na mesma jogada, tanto ele quanto o quarterback Carson Palmer sofreram uma contusão no joelho.
Em sua segunda temporada na NFL, Henry conseguiu 605 jardas em 36 recepções para 9 touchdowns, com uma média de 16.8 jardas por jogada. No segundo jogo da temporada contra o Cleveland Browns, Henry fez 5 recepções para 113 jardas. Na semana seguinte ele fez mais dois touchdowns contra o Pittsburgh Steelers. Então no jogo final da temporada contra Steelers, Henry totalizou 124 jardas em apenas 4 recepções e marcou um touchdown.
Henry foi suspenso por 8 jogos em 2007. Ele retornou na semana 10 daquela mesma temporada contra o Baltimore Ravens, onde ele fez 4 recepções para 99 jardas. Na semana seguinte veio uma derrota para Arizona, onde Henry fez 8 recepções para 81 jardas e um touchdown. Henry terminou a temporada de 2007 com 21 recepções, 343 jardas e dois touchdowns.
Depois de ser preso em 2008, Henry foi dispensado pelo Bengals. O Presidente do clube, Mike Brown, explicou que Henry falhou na oportunidade que lhe foi dada nos Bengals e que seus desvios de conduta não seriam mais tolerados.

#### Retorno a Cincinnati
Em 7 de abril de 2008, o analista da radio ESPN e ex-jogador Michael Irvin disse que ele ligou para Henry, discutindo e tentando convencê-lo a melhorar seu comportamento, da mesma forma que Irvin encorajou Adam "Pacman" Jones. Henry e Jones foram companheiros de time na West Virginia, e ambos foram suspensos pela NFL pelo Comissário Roger Goodell durante a temporada de 2007.
As contusões dos WRs do Bengals Chad Ochocinco, T. J. Houshmandzadeh e Andre Caldwell na pré-temporada de 2008, forçou o Bengals a recontratar Henry assinando um acordo de dois anos em 18 de agosto. Essa opção veio um mês depois do Treinador dos Bengals, Marvin Lewis, dizer que o time não tinha nenhuma intenção de recontratar Henry. Depois de ser suspenso por quatro jogos pela NFL, Henry foi reativado no time em 4 de outubro de 2008. O Running back Kenny Watson foi liberado para abrir espaço no roster para Henry. Henry terminou a temporada de 2008 com 19 recepções para 220 jardas e dois touchdowns. Ele foi posto no injured reserve em novembro de 2009, após quebrar seu antebraço depois de fazer uma recepção de 20 jardas em uma partida contra o Baltimore Ravens.

### Números na Carreira
- Recepções: 119
- Jardas: 1,826
- TDs: 21

## Morte
Em 16 de dezembro de 2009, Henry se envolveu em um acidente de carro em Charlotte, Carolina do Norte, onde ele sofreu ferimentos graves. A policia de Charlotte disse que Henry caiu da traseira da caminhonete de sua noiva depois de uma briga entre os dois. Em 17 de dezembro de 2009, a policia de Charlotte anunciou que Henry faleceu as 6:36 da manhã, horário local (09:36h no horário de Brasília). A causa da morte teria sido traumatismo craniano.